# Gyrotrema sinuosum
Gyrotrema sinuosum är en lavart som först beskrevs av Sipman, och fick sitt nu gällande namn av Frisch. Gyrotrema sinuosum ingår i släktet Gyrotrema och familjen Graphidaceae.   Inga underarter finns listade i Catalogue of Life.